# Thomas de Courcelles
Thomas de Courcelles (Ayencourt, 1400 – Parigi, 23 ottobre 1469) è stato un teologo francese, coinvolto nel processo a Giovanna d'Arco del 1431; venne creato pseudocardinale dall'antipapa Felice V, ma non accettò la promozione.

## Biografia

### Formazione e carriera accademica
Thomas de Courcelles nacque nel 1400 ad Ayencourt, vicino Montdidier, presso la diocesi di Amiens. Era membro di una nobile famiglia della Piccardia.
Dopo aver completato gli studi primari, si iscrisse all'Università La Sorbonne di Parigi, fondata nel 1170. Il 25 gennaio 1432 conseguì il Baccellierato canonico in teologia, licenza di primo grado, il cui esame fu presieduto da Guillaume Erart; solo diversi anni dopo riuscì ad ottenere il dottorato in teologia.
Nonostante la giovanissima età, nel 1430 divenne rettore dell'Università di Parigi, svolgendo questo importante incarico accademico per cinque anni, fino al 1435. Fu canonico dei capitoli delle cattedrali di Amiens, Laon e Thérouanne, nonché di molte altre chiese collegiali.

### Ruolo nel processo a Giovanna d'Arco
Il 23 maggio 1430, dopo la vittoriosa Battaglia di Compiègne, l'eroina francese Giovanna d'Arco venne catturata. Monsignor Pierre Cauchon, vescovo di Beauvais e sostenitore degli interessi inglesi in Francia, aveva come scopo primario quello di screditare la pulzella in ambito religioso, per cui preparò con cura un processo, attorniandosi di ecclesiastici rinomati, imparziali, e preparando con cura il dibattimento. Tra questi non poteva che esserci il rettore dell'Università di Parigi, Thomas de Courcelles, abile teologo e retore, che svolse un ruolo determinante. Secondo Enea Silvio Piccolomini, poi eletto papa Pio II nel 1458 seguì il caso con passione ardente ed inesorabile.
Il governo inglese retribuì i giudici con un salario di 20 centesimi o un franco al giorno; Thomas de Courcelles e Nicolas Midi si distinsero per la loro assiduità nel guadagnare questa remunerazione, percependone la quota maggiore. Thomas fu coinvolto in tutti gli atti della processo, dal primo all'ultimo: fu lui che portò a Giovanna d'Arco la legge d'accusa, che tradusse dal francese in latino la sostanza del procedimento, che fu, infine, la mano e la voce del vescovo Cauchon. Quando la procedura si impantanò, prospettandosi l'impossibilità di ottenere una confessione, il 12 maggio 1431 si votò per la tortura, ed egli fu tra coloro che si espressero a favore.
Al momento della deliberazione dell'ultima sentenza, l'abate di Fécamp, chiamato a dare il suo voto, si espresse come segue: "Siamo dell'opinione di dichiarare eretica Giovanna, e di consegnarla alla giustizia secolare, chiedendo di trattarla con gentilezza". Thomas de Courcelles dichiarò di schierarsi "come monsignor de Fécamp; e aggiungo che Giovanna sia di nuovo ammonita caritatevolmente sulla salute della sua anima e che sia informata di non avere altro da sperare nella sua vita temporale". Egli assistette alla lettura della sentenza e dichiarò in seguito di essersi ritirato nel momento in cui la pulzella iniziò a bruciare. Dopo il rogo, l'8 giugno 1431, egli rese la sua testimonianza con l'istruzione aggiuntiva consegnata a seguito del processo di condanna, che i notai della causa rifiutarono di convalidare.

### Incarichi diplomatici
Thomas svolse diversi importanti incarichi diplomatici e di rappresentanza, come inviato dell'Università di Parigi e del re di Francia. Fu invitato come partecipante al Concilio di Basilea, aperto da papa Eugenio IV il 23 luglio 1431 e convocato per alcuni motivi sostanziali: trattare l'unione con la Chiesa ortodossa, sopprimere l'eresia hussita e riformare la Chiesa. In particolare, Thomas ebbe un ruolo importante nella questione hussita, raggiungendo un compromesso tra i ceti boemi ed i rappresentanti conciliari con la stipula dei Compactata di Praga il 30 novembre 1433.
Il 21 settembre 1435, assieme all'abate di Sainte-Catherine de Rouen, era presente alla ratifica del Trattato di Arras, che dopo lunghe trattative iniziate dopo il rogo di Giovanna d'Arco, mise fine alla trentennale guerra civile francese tra armagnacchi e borgognoni.
Sempre in Francia partecipò, in qualità di rappresentante degli interessi pontifici, all'assemblea di ecclesiastici riunitasi a Bourges, terminata con la promulgazione della Prammatica Sanzione del 7 luglio 1438, stabilendo il diritto regio sulla nomina di vescovi ed abati, nonché la riduzione degli oneri fiscali nei confronti della Santa Sede, con il raggiungimento di una certa indipendenza del re di Francia.

### Ruolo nella questione dell'antipapa Felice V
Nel frattempo, cominciarono ad emergere numerosi problemi con il Concilio di Basilea: fin dall'inizio i padri conciliari, memori dei tempi cupi dello Scisma d'Occidente, avevano ribadito la superiorità conciliare sull'autorità del Pontefice; papa Eugenio IV, sostenendo questo atteggiamento una contraddizione con la Dottrina della Chiesa, e visto anche l'esiguo numero di partecipanti, aveva cercato di riportare il concilio sotto la propria autorità, trasferendolo nel 1438 dalla Svizzera all'Italia, a Ferrara. Tuttavia, i conciliaristi rimasero a Basilea, dichiarando deposto il papa ed offrendo il triregno ad Amedeo VIII di Savoia, che il 5 novembre 1439 prese il nome di Felice V.
Thomas de Courcelles godeva della stima di entrambe le parti contrapposte, essendo uno stimato teologo di fama europea. Per questo motivo, non stupisce il fatto che l'antipapa Felice V lo abbia creato cardinale (pseudocardinale) nel concistoro del 6 aprile 1444; tuttavia, forse a causa della propria umiltà, il teologo francese rifiutò la nomina. Ad ogni modo, egli aveva a cuore in primo luogo l'unità della Chiesa, per cui nell'agosto del 1447 si recò a Lione come parte di un'ambasciata che stava negoziando le dimissioni dell'antipapa; lo pseudocardinale Gérard Machet, confessore di Carlo VII di Francia, scrisse l'8 aprile 1448 che il canonico de Courcelles era stato incaricato delle commissioni verbali dal papa; successivamente, si recò a Roma per essere vicino a papa Niccolò V e fu nominato arcidiacono. Continuò a prodigarsi per risanare lo scisma conciliare, che finì con il ricomporsi il 7 aprile 1449, quando l'antipapa abdicò dopo una decade.

### Gli ultimi anni e la morte
Il 7 novembre 1455 venne aperto un processo postumo per la riabilitazione della figura di Giovanna d'Arco. L'anno seguente, il 1456, citato per deporre nel processo di riabilitazione, non testimoniava alcun pentimento e non cercava alcuna onesta scusa per la sua condotta, in particolare l'essere stato favorevole alla tortura della pulzella. Nondimeno, ideò un sistema di difesa che consisteva nel negare alcuni fatti comprovati, dichiarando di aver dimenticato cose che erano rimaste scritte, affermando interpretazioni e riserve mentali e infine accusando i suoi colleghi o complici; più tardi, durante la redazione finale di quel documento, soppresse il suo nome ovunque fosse stato figurato nel verbale francese; cercò di dare l'impressione di aver preso poca parte nel processo, il che è falso; ma era sicuramente meno fanatico di Pierre Cauchon e Guillaume Erart, i più feroci al processo.
Nel 1450 era stato nominato curato di Saint-André-des-Arts; poi divenne canonico e penitenziere del capitolo di Parigi, divenendo infine decano della Cattedrale di Notre-Dame nel 1458. L'anno seguente, nel 1459, il re di Francia lo delegò, assieme a monsignor Jean Bernard, arcivescovo metropolita di Tours, a rappresentarlo al Concilio di Mantova, convocato per organizzare una spedizione contro gli Ottomani, che avevano preso Costantinopoli nel 1453. In seguito, divenne vicario pontificio presso l'Università di Parigi. Il 22 luglio 1461 morì Carlo VII di Francia, ed il teologo ebbe il compito di scrivere e pronunziare l'orazione funebre nell'Abbazia di Saint-Denis. Nello stesso anno, papa Pio II lo incaricò, insieme a monsignor Guillaum Chartier, vescovo di Parigi, a procedere nella riforma dell'Ordine di Fontevrault.
Thomas de Courcellans morì nel 1469 a Parigi e fu sepolto nella Cappella di Saint-Martin e Sainte-Anne nella Cattedrale di Notre-Dame a Parigi. Suo fratello, Jean de Courcelles, aveva finanziato un anniversario per il riposo della propria anima e di quella del fratello, che il capitolo si impegnò ad accettare con deliberazione del 16 settembre 1469, poco più di un mese prima della morte del grande teologo.

## Iscrizione funebre
(Iscrizione sul sepolcro)